# Turismo em Serra Leoa

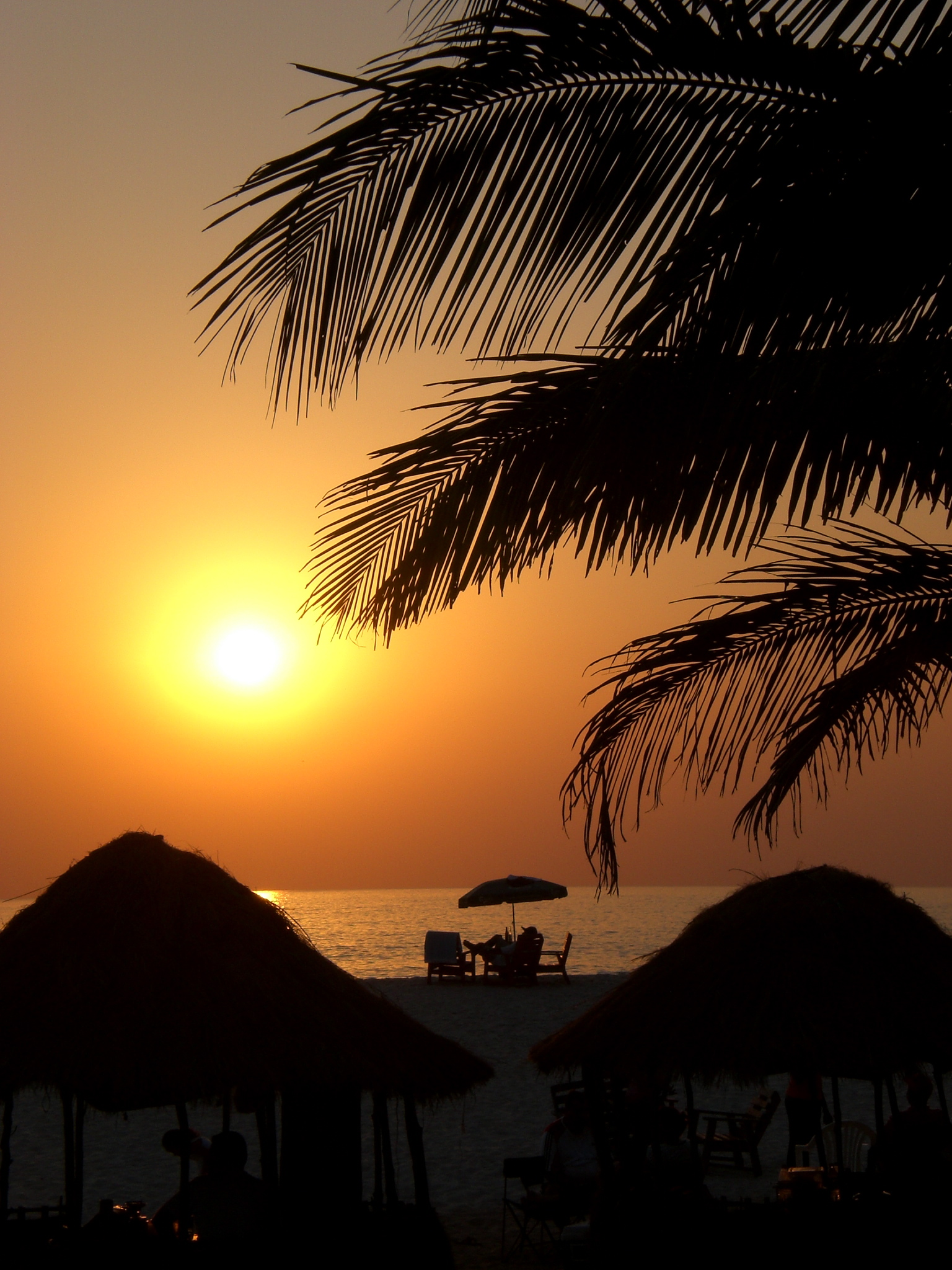
Uma praia em Serra Leoa.

O turismo em Serra Leoa é um importante meio de serviços nacional. De acordo com a Organização Internacional do Trabalho, cerca de 8.000 habitantes de Serra Leoa são empregados no área do turismo, com um número crescente de postos de trabalho que deverão ser criados nos próximos anos. O principal meio de entrada no país é o Aeroporto Internacional de Freetown. Praias e outras paisagens naturais são os maiores atrativos turísticos do país. O Ministério do Turismo e Assuntos Culturais tem como ministro Peter Bayuku Konte.

## Atrações
As principais atrações turísticas de Serra Leoa são as praias, reservas naturais e montanhas.